# Bruno de Würzburg
Bruno de Würzburg (em latim: Bruno Herbipolensis), conhecido também como Bruno da Caríntia, foi um chanceler imperial da Itália de 1027 até 1034 para o imperador Conrado II, de quem era parente, e de 1034 até sua morte, príncipe-bispo de Würzburg.

## Vida
Bruno era filho de Conrado I, duque da Caríntia, e de Matilda da Suábia, sendo, portanto, primo de Conrado II. Ele cortejou Agnes de Poitou em nome do filho e sucessor de Conrado, Henrique III. E o acompanhou em sua segunda campanha contra os húngaros, durante a qual Bruno faleceu em um acidente em Persenbeug, às margens do Danúbio na presente Baixa Áustria. O cortejo de Henrique III havia parado na residência da condessa Richlinde de Ebersberg, que enfrentava a tarefa de distribuir as terras e propriedades de seu recém-falecido marido, o conde Adalbero II de Ebersberg. Durante um grande banquete servido pela condessa, um pilar que sustentava o salão de jantar ruiu, provocando o desmoronamento de todo o piso. O rei ficou apenas pouco ferido, mas a condessa, Bruno e o abade Altmann da Abadia de Ebersberg ficaram tão feridos que não sobreviveram mais que uns dias. Os "Anais de Abadia de Niederaltaich" acrescentam ainda um toque lendário à ocasião: antes da festa, em Strudengau, no Danúbio perto de Grein, o diabo teria aparecido para o bispo e o ameaçado, mas Bruno o havia repelido. O corpo de Bruno foi então levado à sua casa em Würzburg.
Na época estavam em construção muitas catedrais e, a partir de 1040, Bruno havia começado a Catedral de Würzburg. A consagração da cripta em 16 de junho de 1045 foi então combinada com a cerimônia de seu funeral. Apesar de ele não ter sido canonizado pela Igreja Católica, é reverenciado ainda assim como santo e festejado no dia 27 de maio.

## Obras
Bruno escreveu um conhecido comentário sobre os Salmos, ao qual ele anexou uma análise de dez hinos bíblicos, basicamente um conjunto de trechos de obras dos Padres da Igreja.